# Phalacrocorax penicillatus
Phalacrocorax penicillatus là một loài chim trong họ Phalacrocoracidae.